# Babitchoua
 (novembre 2023).
Si vous disposez d'ouvrages ou d'articles de référence ou si vous connaissez des sites web de qualité traitant du thème abordé ici, merci de compléter l'article en donnant les références utiles à sa vérifiabilité et en les liant à la section « Notes et références ».
Babitchoua est une localité de l'Ouest du Cameroun située dans l’arrondissement de Tonga, dans le département du Ndé, à 7 km du chef-lieu de la commune de Tonga.

## Démographie
Population : un millier d'habitants environ (en 2019)

## Géographie
- Situé dans l’arrondissement de Tonga, département du Ndé, région de l’Ouest Cameroun, le village Babitchoua  adossé à la chefferie du même nom illustré sur les cartes de l’institut de cartographie du Cameroun, codes NB-32-V Ndikiniméki au 1/200 000 et NB-32-V 4C au 1/500 000 est localisée à 7 km de Tonga.

## Localisation
Sur le plan territorial, Babitchoua s’étend sur la route menant à Babitchoua sur la rivière Ndé à Tchapla (36 km) et est limité :
- au nord par Tonga et Badounga ;
- au sud par la rivière Ndigue et Kinding Guafo ;
- à l’est par Kinding et Nyokon ;
- à l’ouest par Baloua, Ngoko et Ngodikam.

## Infrastructures
Babitchoua dispose des infrastructures suivantes :
- une route départementale menant de Tonga à Babitchoua et comprenant un pont en matériaux définitifs sur la rivière Ndé ;
- une connexion au réseau électrique ENEO ;
- un centre secondaire d’État Civil ;
- un centre de santé intégré ;
- un poste agricole ;
- deux écoles publiques francophones et bilingues ;
- un centre d’alevinage.

## Activités
Les activités pratiquées  à Babitchoua, sont essentiellement agricoles et consistent en la culture de palmiers à huile, arbres fruitiers, riz, bananes plantains, manioc, etc.

## Administration
La dynastie régnante est à son 14ème chef et compte dans ses rangs plusieurs chefs coutumiers.
Les quatre derniers chefs reconnus par l'administration sont :
- S.M Dr Tchoubia Antoine (Depuis 2009)
- S.M Le Commissaire Divisionnaire  Bitnkou Clément (2004 - 2009)
- S.M Heumi Christophe (1970-2004)
- SM Bialy Jean dit Fognadime (1927-1970)

## Tourisme et traditions
- Congrès annuel : Chaque année est organisé lors du weekend de Pâques, ce rassemblement des ressortissants Babitchoua piloté par l'ASSODEBA (Association pour le Développement de Babitchoua)

- Élection Miss Ngo Seugnoh (concours de miss local) qui a lieu tous les  ans depuis 2017  pendant  l’assemblée générale de l’association des babitchoua (dit « congrès annuel ») et qui valorise la culture Babitchoua

- Babitchoua Cross country : course de 5 km qui a lieu tous les  ans depuis 2017 pendant l’assemblée générale de l’association des babitchoua (dit « congrès annuel »)